# Удони
Удоните (на немски: Udonen) са благородническа фамилия, наречена на Лотар Удо I от 1056 г. маркграф на Северната марка (Нордмарк), където са владетели до смъртта на маркграф Лотар Удо IV през 1130 г. С неговите братя Рудолф II († 1144) и Хартвиг (архиепископ на Бремен, † 1168), които получават графство Щаде, фамилията изчезва по мъжка линия.
Фамилията произлиза от граф Хайнрих в Хайлангау († 976), която се нарекла след основаването на град Щаде графове на Щаде. Те са сватосани с Видукинде, Имедингите, Лиудолфингите и Билунгите. Графството на Удоните било разположено на цялата територия на архиепикоство Хамбург-Бремен.
Кунигунде, майката на известния историк епископ Титмар Мерзебургски е от род Удони. Той пише за началото на фамилията.

## Известни
1. Лотар I (X 880), граф на Щаде
  1.  ? Лотар (X 929), граф
    1. Хайнрих I Плешиви († 976), граф на Щаде
      1. Хайнрих II Добрия († 1016)
      2. Лотар Удо I (Щаде) (X 994), граф на Щаде
        1. Хайнрих III, граф в Лизгау
        2. Удо, († sl. 1040), граф в Лиз- и Ритигау
          1. Дитрих I от Катленбург († 1056), граф на Катленбург; ∞ Бертрада от Холандия (Герулфинги)
            1. Дитрих II от Катленбург († 1085), граф на Катленбург; ∞ Гертруда от Брауншвайг († 1117)
              1. Дитрих III от Катленбург († 1106), последният граф на Катленбург; ∞ Аделе от Нортхайм († 1123)

      3. Зигфрид II († 1037), граф на Щаде
        1. Лотар Удо I († 1057), маркграф на Северната марка
          1. Лотар Удо II († 1082), маркграф на Северната марка; ∞ Ода фон Верл († 1110)
            1. Хайнрих I Дългия († 1087), маркграф на Северната марка; ∞ Евпраксия от Киевска Рус, по-късно съпруга на император Хайнрих IV
            2. Лотар Удо III († 1106), маркграф на Северната марка
              1. Хайнрих II († 1128), маркграф на Северната марка

            3. Рудолф I († 1124), маркграф на Северната марка
              1. Удо IV († 1130), маркграф на Северната марка
              2. Рудолф II († 1144), маркграф на Северната марка
              3. Хартвиг († 1168), граф на Щаде, архиепископ на Бремен
              4. Луитгард († 1152), 1. ∞ Фридрих II от Зомершенбург, пфалцграф на Саксония († 1162) (развод ок. 1144); 2. ∞ Ерик III Добрия крал на Дания († 1146) (Дом Естридсон), 3. ∞ граф Херман II от Винценбург († 1152)

      4. Хилдегард († 1011), ∞ 990 г. за Бернхард I херцог на Саксония († 1011) (Билунги)